# کمک بهیار
کمک بهیار قدیم (به انگلیسی: Assistant Nurse) عضوی از تیم درمان و کادر پرستاری بوده که زیر نظر پرستاران و بهیاران انجام وظیفه می‌کنند و امور اولیه بیماران از جمله نیازهای اولیه مانند حمل و نقل بیمار، حمام بیمار، دهانشویه، امورنظافتی و کوتاه کردن ناخن، تعویض ملحفه، تغییر وضعیت بیمار، کمک در غذا خوردن، دادن لگن و لوله ادرار، مانیتور و وسایل کمک تنفسی، خالی کردن کیسه‌های ادراری و درن‌های مختلف و شیشه ساکشن، جمع‌آوری نمونه خون، ادرار و مدفوع و … را انجام می‌دهند.

کمک پرستار در واقع نیروی کمکی و دستیار کادر پرستاری از جمله پرستار می‌ باشند که کارهای اولیه بیمار از شرح وظایف آنها می باشد. در واقع بهیار به صورت مستمر با تیم پزشکی همراهی بوده و  نگهداری و مراقبت از بیمار جز وظایف اصلی او محسوب میشود. علاوه بر این، برای بهیار ها نیز  شرح وظایف مشخصی تعیین شده که باید آنها را در مکان هایی مانند اورژانس، مراکز بهداشتی، بیمارستان ها و درمانگاه انجام دهند و البته اولویت اول آنها باید کمک به بیماران و تسکین درد آنها باشد.
به طور کلی کمک پرستاران به نوعی بیماربر و بیماریار می باشند که شرح وظایف اصلی آنها همین امور مربوط به بیماربری و بیماریاری می باشد. در گذشته سازمان نظام پرستاری ایران، انجمن پرستاری ایران، دانشگاه‌های علوم پزشکی و چندین مرکز دیگر آموزش دوره‌ سه‌ ماهه کمک بهیاری را بر عهده داشتند. هم‌ اکنون نیز سازمان نظام پرستاری ایران، انجمن پرستاری ایران، جهاد دانشگاهی، شرکت تعاونی کارکنان نظام سلامت کشور، شرکت آپنای اصفهان و چندین مرکز دیگر دوره یکساله کمک پرستاری را برگزار می نمایند.
چندی پیش وزارت بهداشت در قالب یک طرح اقدام به آموزش دوره کمک پرستاری جهت رفع نیاز ده هزار کمک پرستار نمود. این گروه از نیروهای مهارتی غیر تخصصی و غیر حرفه‌ای قرار است کارهای بر زمین مانده اولیه بیماران را انجام دهند. لباس فرم کمک پرستاران به صورت کرم با یقه یاسی می‌باشد.

## وظایف
1. کمک به فرایند بهبودی بیمار (کمک هنگام راه رفتن و…)
2. دادن پوزیشن مناسب به بیمار در بخش مطابق دستور
3. آماده کردن تخت بیمار قبل از ورود وی به اتاق
4. پاکیزه نگاه داشتن ابزار و تجهیزات پزشکی
5. انجام وظیفه مطابق با برنامه سرپرست خود
6. اقدامات اولیه در بیماران اورژانس
7. کمک به غذا خوردن بیماران
8. مراقبت از جسد
9. بر اساس شرح وظایف کمک پرستاری (کمک بهیاری).[۱]